# Żleb Zaremby (Dolina Hińczowa)

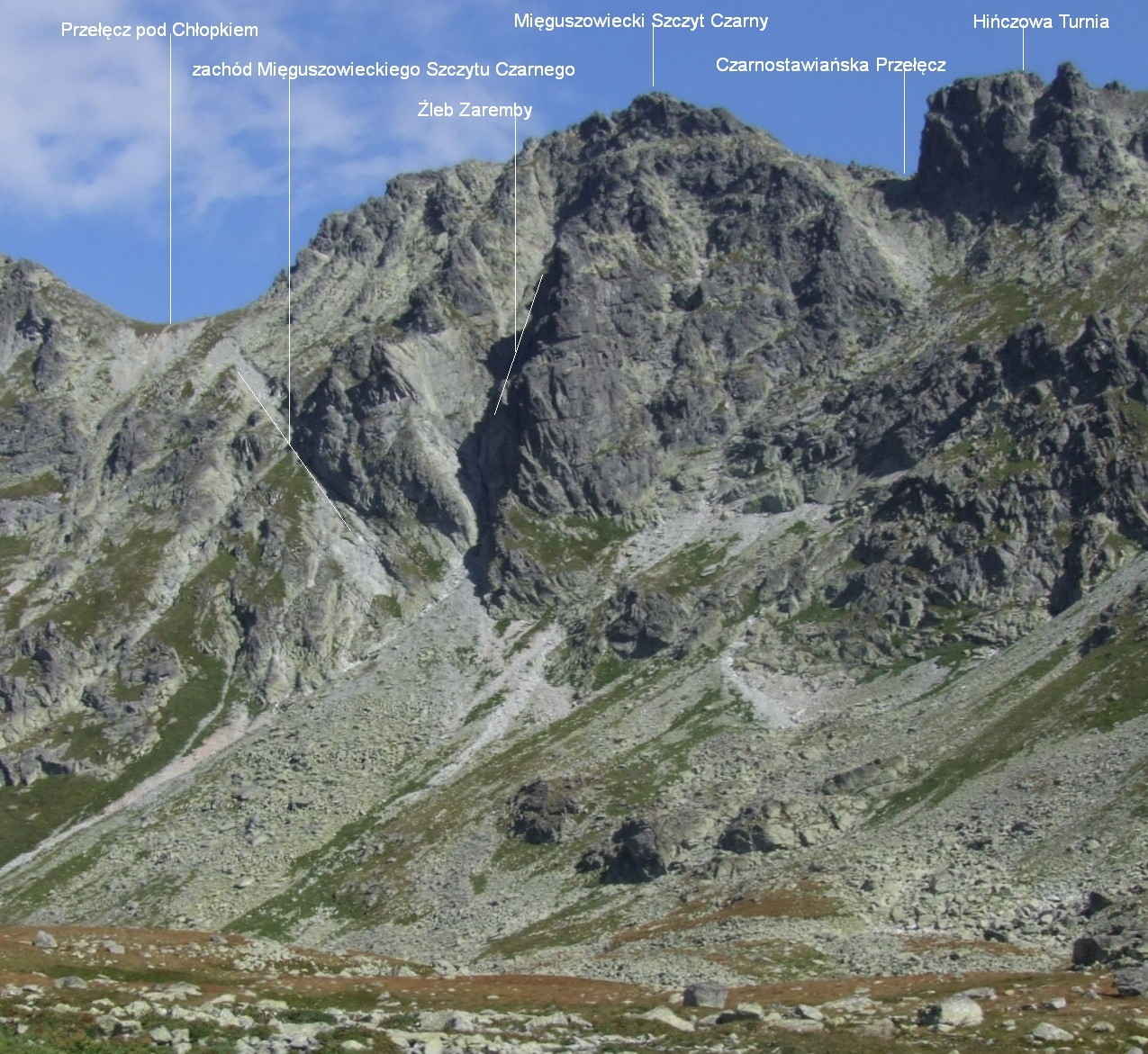
Widok z Doliny Hińczowej

Żleb Zaremby – głęboki i szeroki żleb na południowych stokach Mięguszowieckiego Szczytu Czarnego w słowackich  Tatrach Wysokich. Ma wylot na najwyższym stożku piargowym w Dolinie Hińczowej. Ograniczony jest dwoma filarami. Prawy filar (patrząc od dołu) opada wprost z wierzchołka. Lewy filar odchodzi od zachodniej grani Mięguszowieckiego Szczytu Czarnego, w odległości kilkudziesięciu metrów od jego północno-zachodniego wierzchołka. W lewej bocznej ścianie tego filara (od strony żlebu) jest widoczna z daleka ogromna płyta. W żlebie jest kilka progów.
Autorem nazwy żlebu jest Władysław Cywiński. Upamiętnił nią Stanisława Krystyna Zarembę, autora wielu pierwszych przejść w Tatrach. Żlebem Zaremby prowadzi droga wspinaczkowa (II w skali tatrzańskiej, czas przejścia od piargów na szczyt 1 godz. 30 min). Pierwsze przejście: Maria Stelmachówna i Stanisław Krystyn Zaremba 27 sierpnia 1930 r.